# Alchemilla hypochlora
Alchemilla hypochlora é uma espécie de rosácea do gênero Alchemilla, pertencente à família Rosaceae.